# Enallagma
Enallagma là một chi chuồn chuồn kim trong họ Coenagrionidae.

## Các loài
Enallagma có 46 loài:
- Enallagma ambiguum Navás, 1936
- Enallagma anna Williamson, 1900
- Enallagma annexum (Hagen, 1861)
- Enallagma antennatum (Say, 1840)
- Enallagma aspersum (Hagen, 1861)
- Enallagma basidens Calvert, 1902
- Enallagma boreale Selys, 1875
- Enallagma carunculatum Morse, 1895
- Enallagma circulatum Selys, 1883
- Enallagma civile (Hagen, 1861)
- Enallagma clausum Morse, 1895
- Enallagma coecum (Hagen, 1861)
- Enallagma concisum Williamson, 1922
- Enallagma cyathigerum (Charpentier, 1840)
- Enallagma daeckii (Calvert, 1903)
- Enallagma davisi Westfall, 1943
- Enallagma deserti Selys, 1871
- Enallagma divagans Selys, 1876
- Enallagma doubledayi (Selys, 1850)
- Enallagma dubium Root, 1924
- Enallagma durum (Hagen, 1861)
- Enallagma ebrium (Hagen, 1861)
- Enallagma eiseni Calvert, 1895
- Enallagma exsulans (Hagen, 1861)
- Enallagma geminatum Kellicott, 1895
- Enallagma hageni (Walsh, 1863)
- Enallagma insula Fraser, 1920
- Enallagma laterale Morse, 1895
- Enallagma maldivense Laidlaw, 1902
- Enallagma minusculum Morse, 1895
- Enallagma novaehispaniae Calvert, 1907
- Enallagma pallidum Root, 1923
- Enallagma pictum Morse, 1895
- Enallagma pollutum (Hagen, 1861)
- Enallagma praevarum (Hagen, 1861)
- Enallagma recurvatum Davis, 1913
- Enallagma rua Donnelly, 1968
- Enallagma schmidti Steinmann, 1997
- Enallagma semicirculare Selys, 1876
- Enallagma signatum (Hagen, 1861)
- Enallagma sulcatum Williamson, 1922
- Enallagma traviatum Selys, 1876
- Enallagma truncatum (Gundlach, 1888)
- Enallagma vernale Gloyd, 1943
- Enallagma vesperum Calvert, 1919
- Enallagma weewa Byers, 1927

1. ↑  "World Odonata List; ngày 25 tháng 4 năm 2011". Bản gốc lưu trữ ngày 9 tháng 10 năm 2009. Truy cập ngày 11 tháng 11 năm 2011.

## Hình ảnh

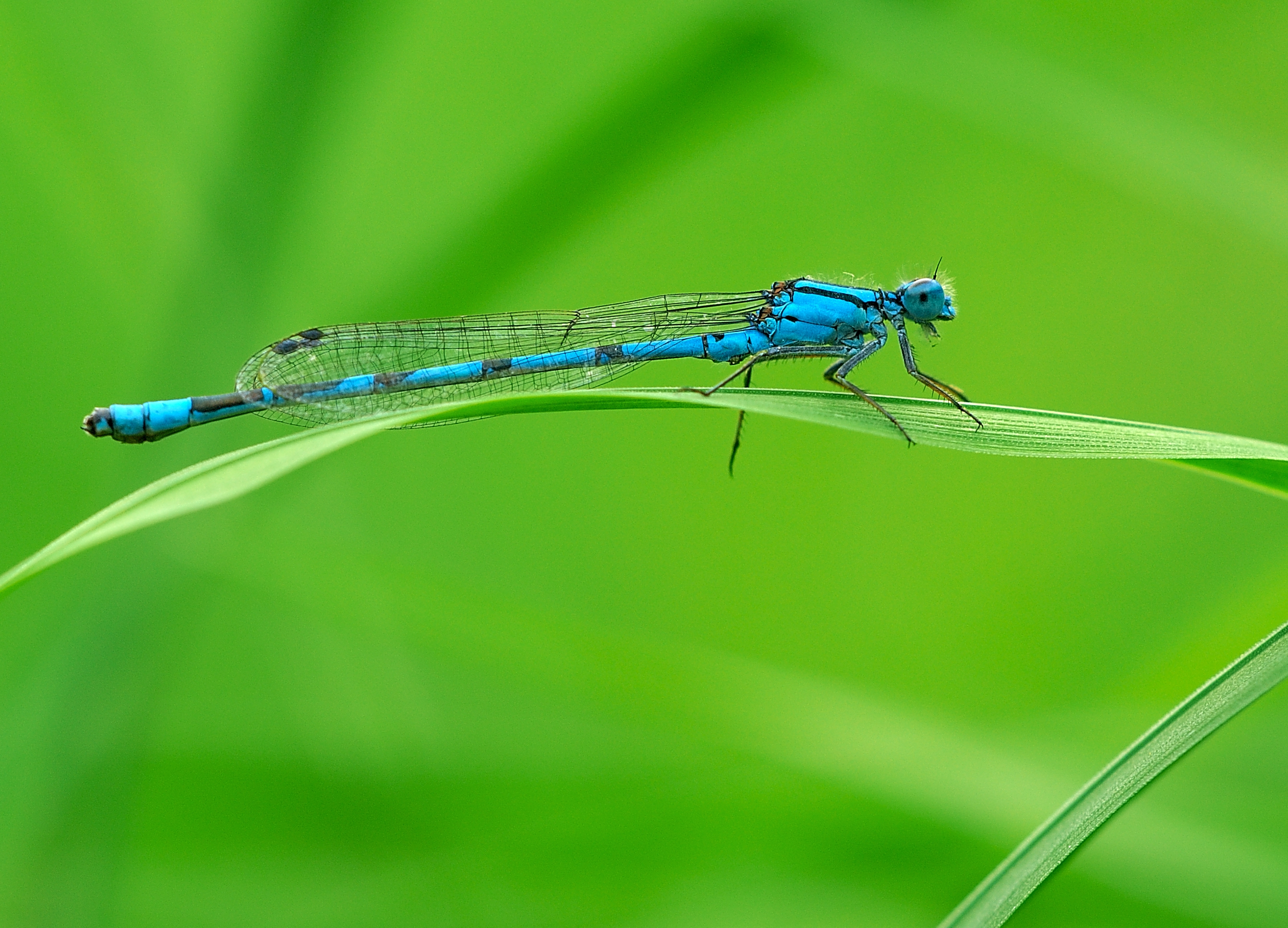
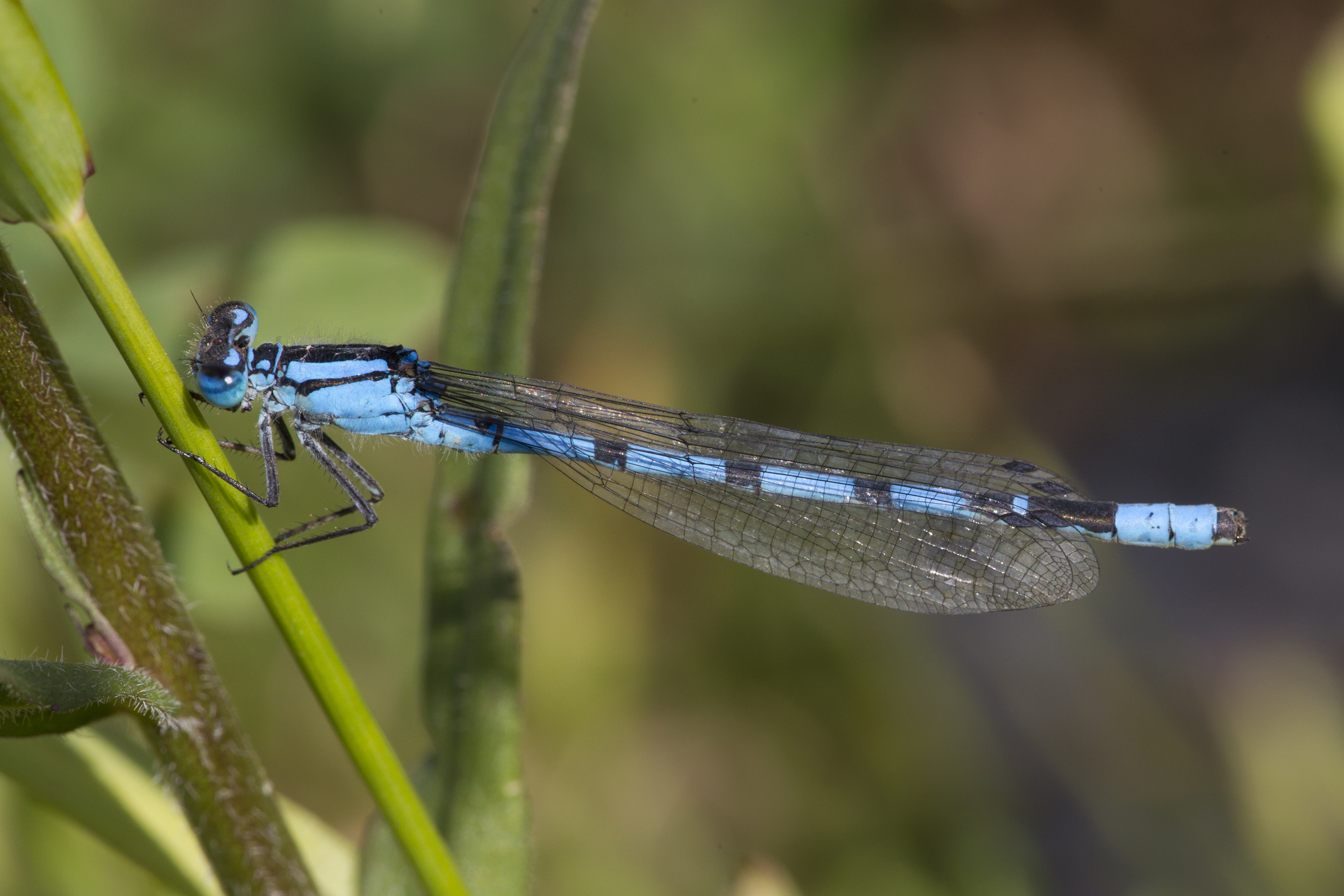
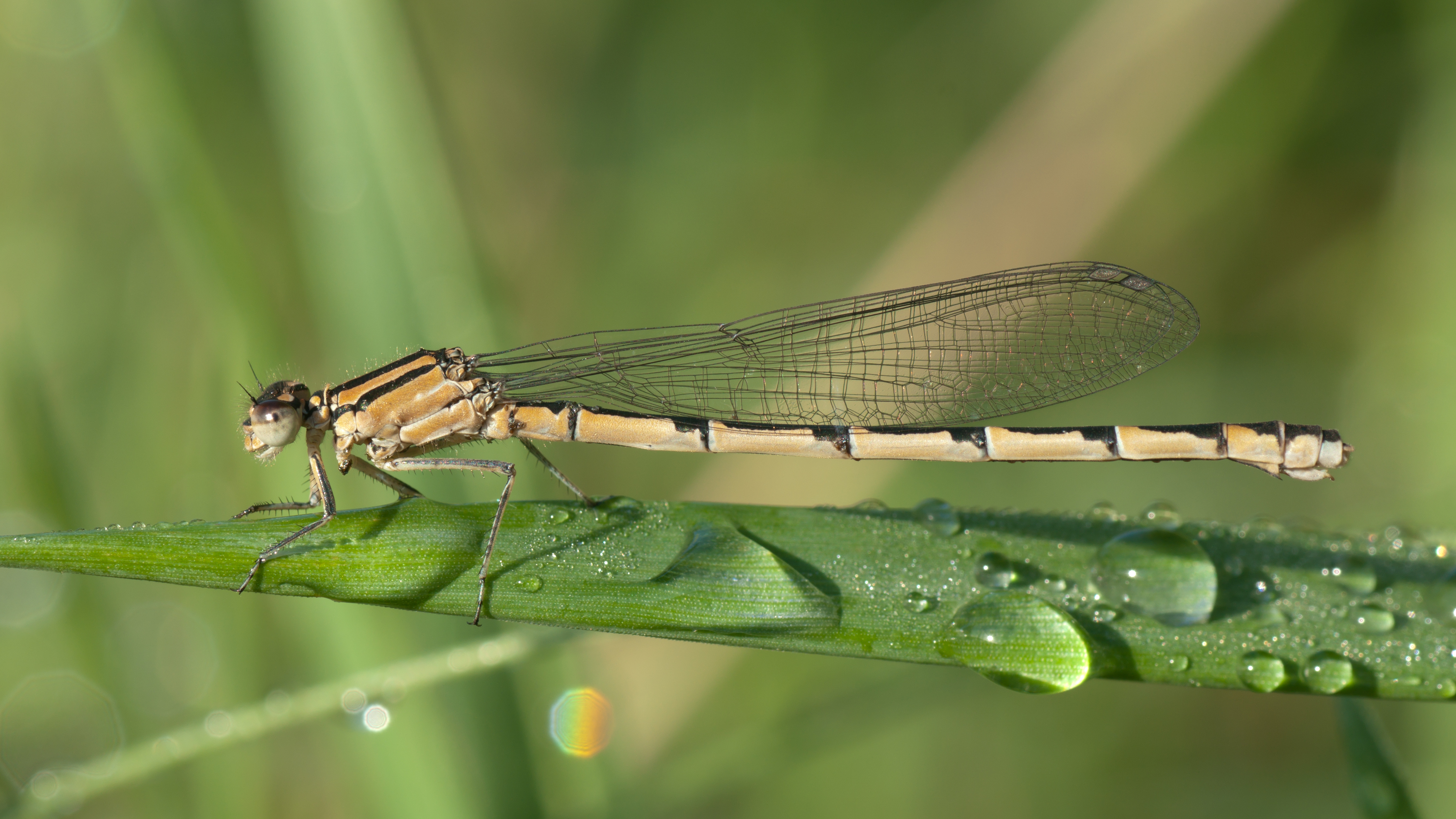